# Tachybaptus pelzelnii
Tachybaptus pelzelnii е вид птица от семейство Podicipedidae. Видът е световно застрашен, със статут Уязвим.

## Разпространение
Видът е разпространен в Мадагаскар.